# Алтина
Алтина је урбано београдско насеље у градској општини Земун у Београду.

## Локација
Алтина се налази у северозападном делу уже територије Београда. Граничи се са насељима Нова Галеника на северу, Земун Бачка на истоку, Војни Пут и Плави Хоризонти на југу, док се на западу протеже у правцу Земун Поља. Северна и источна граница Алтине обележена је оштрим лакат кривинама ауто-пута Београд-Нови Сад и Добановачког пута, заједно са Угриновачким путем који пролази кроз само насеље. Алтина је одлично повезана са свим деловима града, захваљујући близини Европског пута Е-75, Аеродрома Никола Тесла Београд и новог Пупиновог моста.

## Порекло назива
Реч „Алтина“ у преводу значи „златан турски новац“. У доба Римљана, на подручју данашње Алтине, била је „поштанска“ станица на путу између Сирмијума и Сингидунума, о чему сведоче бројни записи.

## Карактеристике
Насеље је на благом узвишењу сремске равнице и у близини реке Дунав. Формирање насеља започето је раних деведесетих година прошлог века. Након 2000, започето је урбанистичко уређивање насеља, асфалтиране су улице и кроз насеље су пуштене три линије градског превоза, 81 и 81л, које саобраћају до Новог Београда (Павиљони) и линија 707, која саобраћа од Земун Поља до Зеленог венца. Алтина је једно од најмлађих насеља у Београду и бележи раст.
Једна од карактеристика насеља је да улице носе називе по нашим и иностраним знаменитим личностима, као што су: владика Николај Велимировић, Мигел де Сервантес, Џеси Овенс, Павле Вујисић, Мија Алексић, Данило Бата Стојковић, Ернест Хемингвеј, Абебе Бикила, Дијего Ривера, Емил Затопек, Јустин Поповић.
Новоизграђена Основна школа „Сава Шумановић“ почела је са радом школске године 2009/2010. У насељу се налази и Црква Св. ђакона Авакума и игумана Пајсија. Алтина има две железничке станице: Железничка станица Алтина и Железничка станица Земунско поље.